# Boyz 4 Now
Boyz 4 Now ist die 21. Folge der dritten Staffel aus der US-amerikanischen Animationsserie Bob’s Burgers. Die Erstausstrahlung war am 28. April 2013 auf Fox, die deutschsprachige Erstausstrahlung fand am 9. August 2015 auf Comedy Central statt. Die von Lizzie und Wendy Molyneux geschriebene Episode handelt von Louise Belcher (Kristen Schaal), die sich in ein Mitglied der Boyband Boyz 4 Now verliebt, als sie zusammen mit ihrer Schwester Tina (Dan Mintz) auf einem Konzert der Band ist. In einer Nebenhandlung qualifiziert sich Gene Belcher (Eugene Mirman) für die regionale Meisterschaft in Tischgestaltung, bei der er einen Tisch passend zu einem ausgewählten Thema decken muss.
Die Produzenten der Serie entschieden sich dazu, die Gruppe Boyz 4 Now als eine allgemeine Parodie von Boybands zu entwerfen, anstatt eine bestimmte auszuwählen. Loren Bouchard beauftragte mehrere weibliche Mitglieder des Produktionsteams damit, das Erscheinungsbild und die Kleidung der Band zu designen. Die Folge erhielt positive Kritik, insbesondere für die Haupthandlung, weil eine verletzlichere, femininere Seite von Louise und ihrer schwesterlichen Beziehung zu Tina gezeigt wird. Als Gaststars sind in der Originalversion die Stimmen von den Schauspielern Max Greenfield und Jack McBrayer sowie der Comedienne Tig Notaro zu hören.

## Handlung
Tinas und Louises Tante Gayle (Megan Mullally) hat ihnen Eintrittskarten für ein Konzert der Boyband Boyz 4 Now besorgt. Tina ist begeistert, Louise stimmt auf Drängen ihrer Mutter Linda (John Roberts) zu, sie zu begleiten. Gene, der sich für einen regionalen Wettbewerb in Tischgestaltung qualifiziert hat, wird von seinen Eltern Linda und Bob (H. Jon Benjamin) dorthin begleitet. Gayle kann jedoch nicht mit ihren Nichten zum Konzert fahren, weil sie ihren Kater zum Tierarzt bringen muss. Louise freut sich zunächst darüber, entscheidet sich aber dann dazu, dass sie ihre Schwester zum Konzert bringt, nachdem sie ihre Enttäuschung gesehen hat. Die beiden fahren zusammen mit Zeke (Bobby Tisdale) und dessen älterem Cousin Leslie (Jack McBrayer), die dort gefälschte T-Shirts und Hot Dogs verkaufen wollen. Bob und Linda treffen später den arroganten Vater von Genes Konkurrenten Oscar Anthony, weshalb sie unbedingt wollen, dass Gene gewinnt.
Als sie bei der Konzerthalle ankommen, macht sich Louise über die weiblichen Fans der Band lustig und warnt Tina, dass es dort sehr pubertär sei. Louise will zunächst draußen bleiben, begleitet Tina dann allerdings, weil diese droht, ohnmächtig zu werden. Zu Beginn des Konzerts ist Louise unbeeindruckt von der Band, bis das präpubertäre, jüngste Mitglied Boo Boo (Max Greenfield) auf die Bühne kommt. Sie verliebt sich sofort in ihn, sodass sie zunächst wie versteinert ist und zu Beginn des ersten Liedes anfängt, seinen Namen zu rufen. Erschrocken über das, was sie getan hat, verlässt sie den Saal und leugnet, dass sie Boo Boo mag. Währenddessen beeindruckt Gene die Jury mit seinem gedeckten Tisch mit Zauberei als Thema und qualifiziert sich als einer der besten vier für die nächste Runde. Da er allerdings die Regeln nicht vollständig gelesen hat, hat er für die kommende Runde kein Thema vorbereitet.
Louise rennt zurück in den Konzertsaal und stellt Tina Fragen über Boo Boo, wodurch diese bemerkt, dass Louise sich in ihn verliebt hat. Tina verspricht ihr zu helfen und Louise erwähnt, dass sie Boo Boo ins Gesicht schlagen will. Nachdem ihnen nach dem Konzert der Zugang zum Backstagebereich verweigert wird, schleichen sie sich in den Tourbus der Band und verstecken sich. Während der Fahrt kommt Louise aus ihrem Versteck, die Busfahrerin Jody (Tig Notaro) hält daraufhin auf einem Rastplatz an. Louise schlägt Boo Boo ins Gesicht, bevor sie und Tina den Bus verlassen. Gayle holt sie dort ab, auf dem Heimweg dankt Louise ihrer Schwester für ihre Hilfe und sagt, dass sie nicht mehr in ihn verliebt sei. Genes improvisierte Tischgestaltung zum Thema Menstruation wird von der Jury als anstößig erachtet, sodass er Vierter wird. Die Belchers freuen sich allerdings darüber, dass Oscar nicht gewonnen hat. Abends holt Louise ein Poster von Boo Boo hervor und schlägt sanft sein Gesicht, bevor sie schläft.

## Produktion

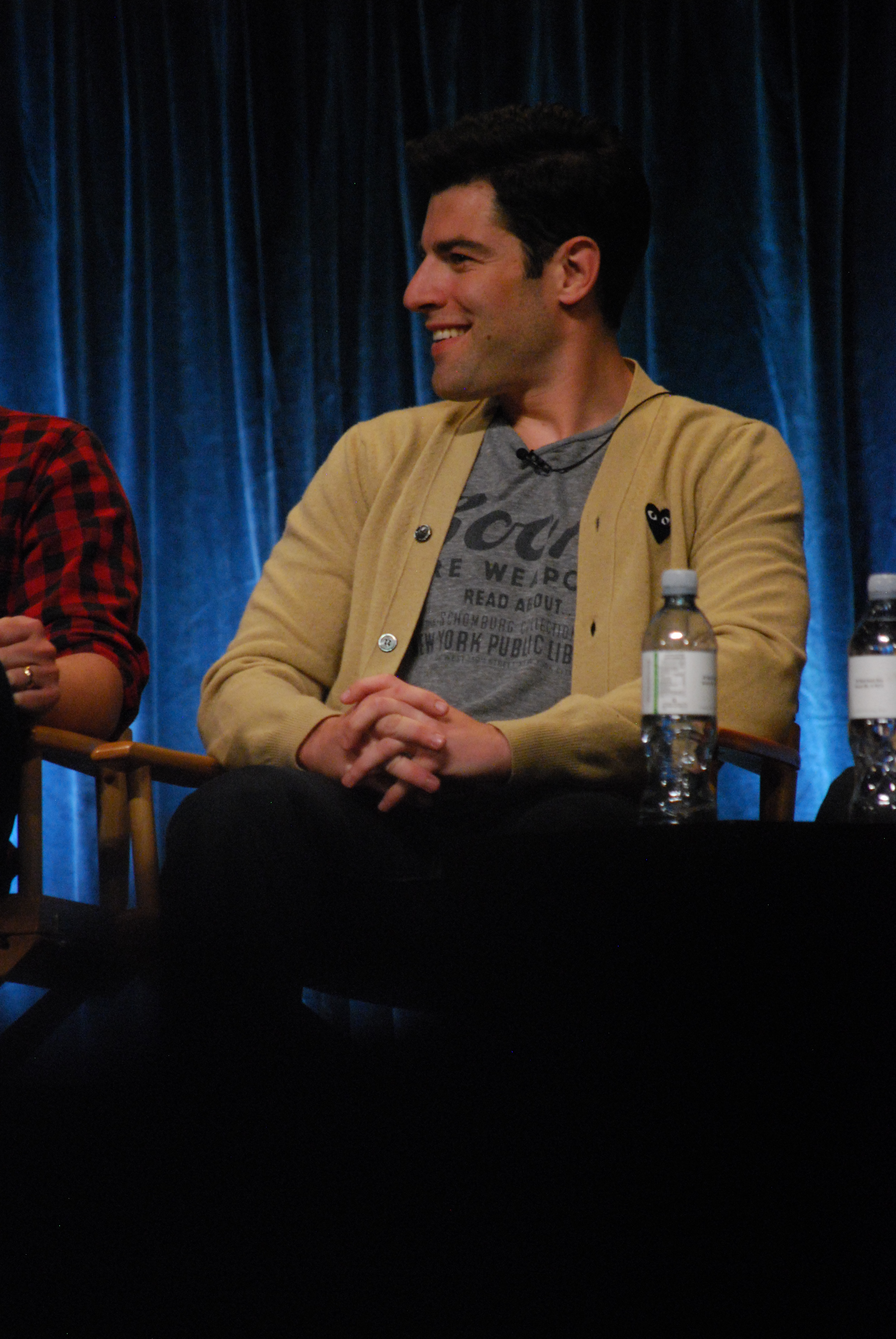
Schauspieler Max Greenfield lieh dem Boybandmitglied Boo Boo seine Stimme und nahm den Gesang für eines der Lieder in der Folge auf.

Boyz 4 Now wurde von Lizzie und Wendy Molyneux geschrieben, Regie führte Anthony Chun. Als Loren Bouchard, der Erfinder der Serie, von der Handlung erfuhr, fand er sie „solch eine unmittelbar reizvolle Geschichte“ und „eine großartige Art Louise auf die andere Seite der Pubertät spähen und in den Abgrund schauen zu lassen“. In einem Interview mit Rolling Stone nannte Bouchard Boyz 4 Now eine seiner Lieblingsfolgen der Serie und gab an, dass er Episoden mag, in denen „Louise ein wenig verwundbar ist… man will nicht, dass sie so unverwundbar ist, wie sie vorgibt zu sein. Wenn man versucht die Sendung bodenständig zu halten, dann muss man regelmäßig sagen, dass die ein neunjähriges Mädchen ist.“ Er fügte hinzu, dass, während die Figur „ein erwachsenes Empfindungsvermögen bei einer Menge Sachen“ hat, er und die Drehbuchautoren versuchen, „nach Wegen [zu] suchen, sie zurück zur Realität zu bringen“. Daher stellt die Folge Louise als „gegen das Erwachsenwerden kämpfend“ dar und Tina ist „ihre schräge Botschafterin in diese Welt… irgendwie könnte man nicht nach einem besseren Ratgeber fragen.“
Die titelgebende Band wurde als allgemeine Parodie auf Boybands geschrieben und nicht auf eine bestimmte bezogen. Bouchard erklärte, dass diese Entscheidung nicht aufgrund der Sorge getroffen wurde, dass die Folge veralten würde, sondern weil die Autoren durch unterschiedliche Boybands „zum Lachen gebracht“ wurden. Er stellte allerdings insbesondere über die englisch-irische Gruppe One Direction Recherchen an, da er „sehen wollte, was gerade modern war“, und er „nicht so interessiert an Boyz II Men oder den Backstreet Boys oder *NSYNC war.“ Die Autoren hatten unterschiedliche Vorstellungen darüber, wie die Kleidung und die Haare der Bandmitglieder aussehen sollten, daher ließ Bouchard „einige der vielen talentierten Frauen, die an der Sendung arbeiten und die ein viel stärkeres Gefühl für Boybands hatten“, darüber entscheiden.
Schauspieler Max Greenfield tritt in der Folge als Gaststar auf, indem er Boo Boo seine Stimme leiht, in den Louise sich verliebt. Steven Davis, Kelvin Yu und Scott Jacobson komponierten das Lied Will You Be Mine (Coal Mine) für die Episode und nahmen es vor der Leseprobe auf, später nahm Greenfield den Gesang dazu auf. Die Autoren von Bob’s Burgers nannten das Lied später ihren viertliebsten Song der Serie. Weitere Gäste der Folge sind die Stand-up-Comedienne Tig Notaro als Jody, die Fahrerin des Tourbusses der Band, und Schauspieler Jack McBrayer als Zekes älterer Cousin Leslie.

## Rezeption
Die US-amerikanische Erstausstrahlung von Boyz 4 Now war am Sonntag, den 28. April 2013 auf Fox als Teil des Programmblocks Animation Domination. Die Folge wurde von 3,50 Millionen Zuschauern gesehen und erzielte in der Zielgruppe der 18- bis 49-Jährigen eine Quote von 1,7/5, damit war es die viert-meist gesehene Sendung des Programmblocks an diesem Abend. Pilot Viruet vom A.V. Club bewertete die Episode mit „A−“ und schrieb, dass die Folge „durchweg voller lustiger Momente“ war. Viruet meinte, dass Boyz 4 Now besonders erfolgreich damit war, die Beziehung zwischen Tina und Louise zu bilden, und merkte an, dass Louises „dreistündiges Verliebtsein sie so aus der Fassung bringt, sodass sie einen neu entdeckten Respekt für Tina entwickelt, die damit jeden Tag zu tun hat.“ Außerdem lobte Viruet die Nebenhandlung über den Wettbewerb in Tischgestaltung und bezeichnete diese als „genauso zum Todlachen und absurd“ wie die Haupthandlung.
Matt Brassil von Heave Media stufte Boyz 4 Now als siebtbeste Fernsehfolge 2013 ein und meinte, dass Louises Verliebtsein „die Oberfläche dieses kleinen Mädchens durchdringt, hin zu der Frau, die [sie] zwangsläufig werden wird, und das Drehbuch beginnt zu zeigen, wie sogar das wahnsinnigste Mädchen mit Kaninchenhut vermenschlicht werden kann.“ Phillip Maciak vom Los Angeles Review of Books bezeichnete Kristen Schaals Rolle als Louise bei Bob’s Burgers als seinen Lieblingsfernsehauftritt des Jahres und schrieb zu ihrer Performance in dieser Folge:

“Schaal's handling of the anger and betrayal Louise feels as she finds herself attracting to a boy for the first time is actually quite moving. But, more than that, it opens up a new register of this top-register performance as Louise’s murderous rage turns to murderous romance.”

„Schaals Umgang mit dem Zorn und dem Verrat, den Louise fühlt, als sie sich das erste Mal zu einem Jungen hingezogen fühlt, ist wirklich bewegend. Aber mehr als das öffnet es ein neues Kapitel dieser Top-Performance, wenn sich Louises mörderische Wut in mörderische Romantik verwandelt.“